# Allianz
De Allianz Group is een van oorsprong Duitse verzekeringsmaatschappij. Allianz heeft circa 142.000 werknemers en is actief in meer dan 70 landen.

## Activiteiten
De Allianz Group is een van de grootste verzekeraars ter wereld. Het biedt een breed palet aan verzekeringen aan waaronder levens-, schade- en ziekteverzekeringen. Verder heeft het een grote vermogensbeheerafdeling. Tot slot zijn er enkele kleinere activiteiten waaronder ook een bank. Het is actief in meer dan 70 landen wereldwijd en het bedrijf telde ruim 140.000 medewerkers in 2015.
De belangrijkste markten voor de verzekeringen zijn Duitsland, Frankrijk, Italië en de Verenigde Staten. Het vermogensbeheer wordt gedaan door PIMCO en Allianz GI en deze twee hadden per jaareinde 2015 een beheerd vermogen van bijna € 1800 miljard.
De aandelen van Allianz zijn beursgenoteerd waarvan de notering op Frankfurt de belangrijkste is. Het maakt onderdeel uit van diverse aandelenindices, waaronder de DAX en de Euro Stoxx 50.

## Geschiedenis

### Oprichting
Allianz werd opgericht op 5 februari 1890 in Berlijn door Carl von Thieme en Wilhelm von Finck, directeuren van de Münchense Herverzekeringsmaatschappij ('München Re'). In 1949 verhuisde het hoofdkantoor naar München. In het eind van de 19e eeuw opende Allianz al een nevenkantoor in Londen. Markten die in 1914 werden betreden, waren onder meer Nederland, Italië, België, Frankrijk, de Scandinavische landen en de Baltische staten, en Allianz was de grootste maritieme verzekeraar van Duitsland geworden. De expansie stagneerde toen de aardbeving in San Francisco in 1906 ervoor zorgde dat het bedrijf 300.000 mark aan verliezen leed. Andere plaatsen waar het zich in de jaren 1910 en 1920 zou uitbreiden, waren Palestina, Cyprus, Irak, China, Nederlands-Indië (tegenwoordig Indonesië), Ceylon (tegenwoordig Sri Lanka) en Siam (tegenwoordig Thailand).

### Nazitijd
Allianz had tijdens de Weimarrepubliek al nauwe contacten gelegd met de nationaalsocialisten. In februari 1931 had Adolf Hitler een ontmoeting met Kurt Schmitt, president-directeur van Allianz, en August von Finck, voorzitter van de raad van commissarissen. Hitlers fondsenwerver Walther Funk kondigde vervolgens aan: “Als er een burgeroorlog komt, zal Allianz vijf miljoen mark geven.” Schmitt werd Reichsminister van Economische Zaken en erelid van de SS in juni 1933.
Van 1933 tot 1945 verzekerde Allianz ook suborganisaties van de NSDAP en opende nieuwe zakengebieden naarmate het Duitse rijk zich uitbreidde. Het klantenbestand werd onder meer uitgebreid door de overname van Joodse verzekeringsmaatschappijen. De alliantie profiteerde rechtstreeks van deportaties. Vanaf 1940 verzekerde Allianz SS-wapenfabrieken, gevangenenbarakken, materiaaldepots en wagenparken in de concentratiekampen, waaronder Auschwitz, Buchenwald en Dachau. Medewerkers van Allianz inspecteerden regelmatig de concentratiekampen.
Henning Schulte-Noelle was de eerste CEO die dit verleden onder ogen zag toen hij in 1993 opdracht gaf voor de aanleg van een historisch bedrijfsarchief, dat in 1996 werd geopend. In 1998 begon een groep historici onder leiding van Gerald D. Feldman onderzoek te doen naar de geschiedenis van Allianz van 1933 tot 1945 en publiceerde de resultaten in september 2001. Op basis van deze resultaten werd een permanente tentoonstelling opgezet, zowel in het historische archief van het bedrijf als over de geschiedenis van Allianz. In 2008 ontstond er in de Verenigde Staten een debat over het naziverleden van Allianz. Tijdens de onderhandelingen over de toekenning van de naamgevingsrechten aan het Meadowlands Stadium bij New York werd Allianz in vooraanstaande kranten en in de media en door deze en de Anti-Defamation League zwaar bekritiseerd.

### Na de Tweede Wereldoorlog
Pas na de Tweede Wereldoorlog kwamen er vestigingen in Parijs (jaren 50), Italië (jaren '60) en in Spanje, Brazilië en de Verenigde Staten (jaren '70) bij. Deze uitbreidingen werden gevolgd door een overname van de Britse verzekeraar Cornhill Insurance PLC en een belang in Italiaanse verzekeraar Riunione Adriatica di Sicurità (RAS) in de jaren 80. Op 8 februari 2006 nam Allianz ook de overige aandelen van RAS over. In 1990 startte Allianz met een uitbreiding in Oost-Europa met de opening van vestigingen in acht landen. Tegelijkertijd nam Allianz de Amerikaanse verzekeraar Fireman's Fund over gevolgd door de Franse verzekeraar Assurances Generales de France (AGF). Deze overnames werden gevolgd door een uitbreiding in Azië met een aantal joint ventures en overnames in China en Zuid-Korea.
In 2001 nam Allianz de Dresdner Bank over. Allianz had al een vijfde van de aandelen in Dresdner Bank in handen en met de overname was € 24 miljard gemoeid. Allianz wil haar verzekeringen gaan verkopen via de 1200 bankfilialen van Dresdner. De overname was geen succes en in 2009 werd Dresdner Bank verkocht aan Commerzbank. Allianz ontving bijna € 10 miljard en kreeg een belang van 30% in de nieuwe combinatie van Commerzbank en Dresdner Bank.
In juli 2024 bracht het een bod uit op 51% van de aandelen Income Insurance. Het bod op de verzekeraar in Singapore heeft een waarde van US$ 2,2 miljard. Wanneer Income Insurance is ingelijfd, dan stijgt Allianz van de negende plaats naar de vierde plaatst van grootste verzekeraars in Azië. Grootaandeelhouder NTUC Enterprise, met bijna 73% van de aandelen Income Insurance, heeft al ingestemd met het bod.

## Klimaatrisico’s
In september 2023 kondigde Allianz een Net-Zero Transitieplan aan, en de 2030 decarbonisatiedoelstellingen voor eigen activiteiten. 
In maart 2025 waarschuwde Allianz-topman Günther Thallinger voor de gevolgen van de klimaatcrisis, “een systeemrisico dat het fundament van de financiële sector bedreigt. (…) Hele regio’s worden onverzekerbaar”.

## Sponsoring
Allianz is medefinancier van het Duitse stadion Allianz Arena, is hoofdsponsor van het ATP-toernooi Allianz Swiss Open. In oktober 2014 kondigde Allianz en voetbalclub RSC Anderlecht ook aan een sponsorcontract te hebben gesloten.

## Allianz in Nederland
Allianz Nederland ontstond in 2003 na het samenvoegen van de verzekeraars Royal Nederland,  London Verzekeringen (voorheen Elvia Verzekeringen) en Zwolsche Algemeene. Het Nederlandse hoofdkantoor werd gevestigd in Rotterdam. Met een marktaandeel van 2% was Allianz Nederland anno 2007 de tiende verzekeraar. De omzet van Allianz Nederland bedroeg in 2012 € 1178 miljoen en de winst € 92 miljoen.
Binnen Nederland  werd onder de merknaam Allsecur in maart 2008 gestart met de verkoop van autoverzekeringen. Op 19 oktober 2019 werd de naam gewijzigd in Allianz Direct en is men ook begonnen met de verkoop van woonverzekeringen. In april 2023 is Allianz Direct overgegaan naar een eigen entiteit, waarbij het Nederlandse kantoor valt onder Allianz Direct Versicherung AG. Het Nederlandse hoofdkantoor is gevestigd in de Allianz Tower in Rotterdam.. Als Allsecur werkte het bedrijf van 2012 tot 2019 samen met de autocoureurs Tim en Tom Coronel die in de reclamespots optraden. In 2020 werd Usain Bolt het nieuwe reclamegezicht in Nederland. Allianz beheert de Allianz Nederland Kunstcollectie, een initiatief waarmee men vooral startende kunstenaars ondersteunt (Allianz Nederland Grafiekprijs).
Adidas · Airbus · Allianz · BASF · Bayer · Beiersdorf · BMW · Brenntag · Commerzbank · Continental · Covestro · Daimler Truck · Deutsche Bank · Deutsche Börse · Deutsche Post · Deutsche Telekom · E.ON · Fresenius · Hannover Rück · Heidelberg Materials · Henkel · Infineon · Mercedes-Benz · Merck · MTU Aero Engines · Münchener Rück · Porsche AG · Porsche SE · Qiagen · RWE · Rheinmetall · SAP · Sartorius · Siemens · Siemens Energy · Siemens Healthineers · Symrise · Volkswagen · Vonovia · Zalando
Leden:
American International Group · Allianz Trade · Atradius · Aviva · AXA · 
Chubb · Coface · Credendo · Green Stars · Groupama · Münchener Rück · Ping An Insurance · 
Swiss Re · Travelers · Zurich Insurance Group
Oud-leden:
N.V. Nationale Borg-Maatschappij